# 15-冠-5
15-冠-5是一种冠醚，化学式为C10H20O5。它是环氧乙烷的环状五聚体，可以与多种离子形成配合物，包括钠离子和钾离子，但与铅离子选择性结合。
作为含特殊官能团的化合物，人们正在研究它在液晶、离子选择性透过膜、生色团和荧光离子载体等领域的应用。

## 延伸阅读
- Klok, H.A.;  et al. . Macromolecular Chemistry and Physics. 1997, 198 (9): 2759–2768  [2011-07-25]. doi:10.1002/macp.1997.021980908. （原始内容存档于2011-07-18）.
- Fedorova, O.A.;  et al. . Arkivoc. 2005, xv: 12–24  [2011-07-25]. doi:10.3998/ark.5550190.0006.f03 . hdl:2027/spo.5550190.0006.f03 . （原始内容存档于2008-10-06）.